# Кривицкий, Илья Александрович
Илья Александрович Кривицкий (род. 3 августа 1978 года) — российский продюсер кино и телевидения, член Академии Российского телевидения (с 2010 года). С 2007 года занимает руководящие позиции в телевизионном холдинге «Красный квадрат», с 2017 года занимает должность генерального директора компании.

## Биография
С конца 1990-х годов занимал должность координатора по маркетингу российского представительства компании Adidas-Salomon AG.
2007—2012 гг. Директор телевизионной дирекции, ООО «Красный квадрат»
2012—2015 гг. Генеральный директор, ООО «Красный квадрат»
2015—2017 гг. Президент, ООО «Красный квадрат»
с 2017 г. Генеральный директор, ООО «Красный квадрат»
В период управления Кривицким с 2008 по 2016 год проекты компании получили 35 наград ТЭФИ в различных номинациях.

## Проекты под руководством продюсера
| Развлекательные: - «Вокруг смеха» - «Лучше всех» (с 2016). В апреле 2017 года шоу победило в категории «Развлекательная программа» Национальной детской премии «Главные герои». - «Идеальный ремонт» - «Угадай мелодию» - «Кто хочет стать миллионером? - «Минута славы» - «Контрольная закупка» - «Тилителетесто» - «Две звезды» - «Жестокие игры» - «Последний герой» - «МаксимМаксим» - Будь «Лучше всех» - «Прожарка» - «Без страховки» - «Достояние республики» - «Следствие покажет» - «Танцы со звёздами» - «Главная сцена» - «Знание — сила» - «Синяя птица» - «Вместе с дельфинами» - «Три аккорда» - «Главная сцена. Специальный репортаж» - «Точь-в-точь» - «Голос» - «Голос. Дети» - «Большие гонки» - «Истина где-то рядом» - «Остров Крым» - «Повтори!» - «Куб» - «Самый лучший муж» - «Успеть до полуночи» - «Голос. За кадром» - «Вышка» - «Пока ещё не поздно» - «Форт Боярд» - «Настя» - «Абракадабра» - «Yesterday live» - «Фабрика звёзд» - «В чёрной-чёрной комнате» - «Что делать?» - «Специальное задание» - «Какие наши годы!» - «Детектор лжи» - «Всё по-нашему» - «Добрый вечер, Москва!» - «Фабрика мысли» - «Сокровище нации» - «Можешь? Спой!» - «Магия десяти» - «Король ринга» - «В мире людей» - «Высшая лига» Ток-шоу: - «Сегодня вечером» - «Давай поженимся» - «Модный приговор» - «На ночь глядя» - «Гости по воскресеньям» - «Утро с Максимом Галкиным» - «В наше время» - «Они и мы» - «Наедине со всеми» - «Время обедать!» - «Политика» - «Познер» - «Закрытый показ» - «Дело ваше…» - «Доброго здоровьица!» - «Свобода и справедливость» - «За и против» - «Я подаю на развод» - «Дёшево и сердито» - «В контексте» - «Судите сами» - «Гражданин Гордон» - «Общее дело» - «Между нами, девочками» - «ЖКХ» - «Знакомство с родителями» - «Участок» - «Interсеть» - «Во имя великой победы» - «Городские пижоны» - «Малахов+» - «Времена» - «Гордон Кихот» - «Доброй ночи» - Судьба на выбор (сериал, 2011) - Торговый центр (сериал, 2013) Начиная с 2008 года участвует в проведении торжественных мероприятий в рамках празднования «Дня семьи, любви и верности» совместно с «Фондом социально-культурных инициатив». Вошёл в состав оргкомитета «Дня семьи, любви и верности» под председательством супруги президента России С. В. Медведевой. - Медаль ордена «За заслуги перед Отечеством» II степени (23 апреля 2008 года) — за информационное обеспечение и активную общественную деятельность по развитию гражданского общества в Российской Федерации - Благодарность Президента Российской Федерации (5 апреля 2012 года) — за активное участие в организации и проведении праздника «День семьи, любви и верности» - Российская национальная телевизионная премия за высшие достижения в области телевизионных искусств ТЭФИ. 1. 2. 3. 4. 5. 6. 7. 8. 9. 10. 11. |